# Chevrolet Kadett
Chevrolet Kadett é um automóvel fabricado pela Chevrolet entre 1989 e 1998. Também vendido com a marca Opel, o primeiro modelo foi lançado na Alemanha em 1936, o Kadett C fez parte do projeto T Car (o primeiro carro mundial da GM), que foi lançado no mundo com a versão brasileira, o Chevrolet Chevette. A versão E do Kadett chegou ao Brasil em 1989 baseado no modelo europeu de 1984 (desenvolvido pela Vauxhall, como Vauxhall Astra). O projeto inicial contou com engenheiros da General Motors de vários países. A base foi totalmente nova em relação à geração anterior. O desenho ficaria por conta da equipe da Vauxhall, enquanto a mecânica foi acertada pela equipe da Opel e GM americana. No total, 459.068 veículos Kadett foram produzidos no Brasil até a sua substituição pelo Astra em 1999.
Foi eleito pela Revista Autoesporte o Carro do Ano de 1991.

## História

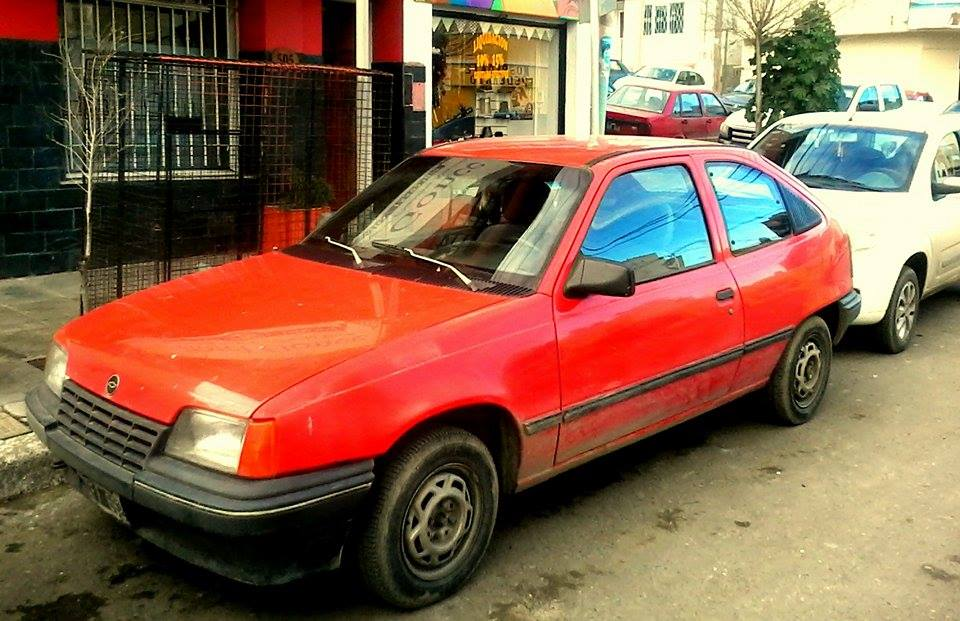
Chevrolet Kadett de duas portas.

A sexta e última geração do Kadett, de 1984 (houve também uma intermediária, a quinta, já com motor transversal e tração dianteira), deu origem ao Chevrolet brasileiro de mesmo nome cinco anos depois. Em 1991 ele daria lugar ao Opel Astra, nome já utilizado no Kadett inglês, passando este à segunda geração em 1997 – bem conhecida no Brasil.
Foi lançado em 1989 no Brasil, coexistindo com sua terceira geração europeia (ainda vendida no Brasil como Chevrolet Chevette). No dia 16 de Setembro de 1998 a Chevrolet encerrou a fabricação do Kadett, com os modelos GL e GLS, totalizando 9 anos de linha, sendo substituído pelo Astra.
O Kadett foi um carro que inovou em vários aspectos da produção de veículos no Brasil, sendo o primeiro carro produzido em série a utilizar vidros colados (pára-brisas e traseiro), a possuir suspensão regulável a ar, a contar com um motor a álcool injetado (junto com o Monza em 1991) e pneus série 65 (Kadett GS 1991).
Foi o primeiro carro da Chevrolet a utilizar computador de bordo e check-control, além de possuir o melhor coeficiente aerodinâmico da época: Cx 0,30 no Kadett GS e Cx 0,32 nos demais modelos.
Na Europa eram também vendido os modelos Hatch de 5 portas, sedã de 4 portas e van (Bedford AstraMax/Astra Van no Reino Unido) nunca disponibilizados no Brasil.

## Versões

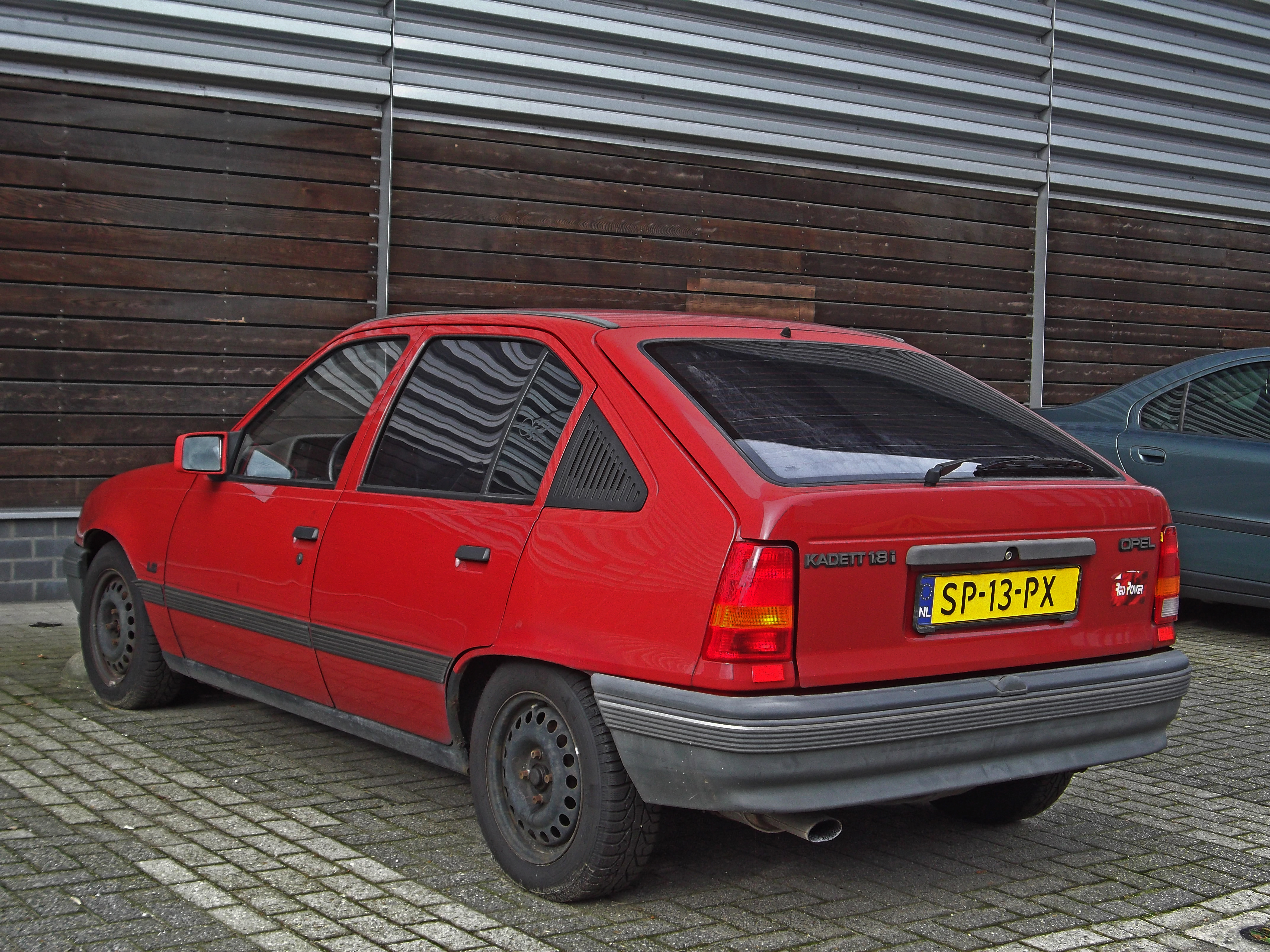
Opel Kadett hatchback de quatro portas.

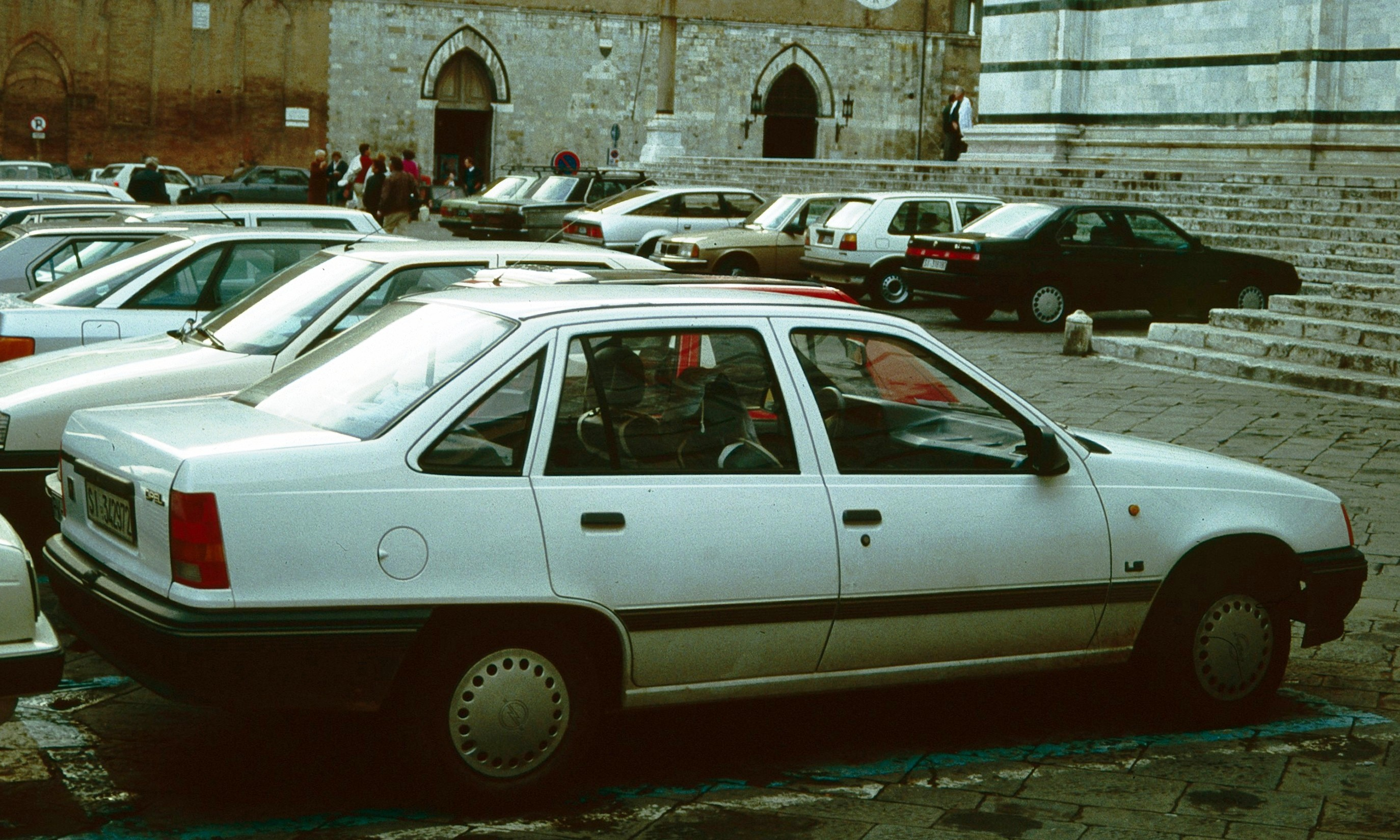
Opel Kadett sedã.

Existiram diversas versões do veículo. Foram elas: SL, SL/E, GL, GLS, GS, GSi, GSi conversível, Turim, Lite e Sport. Já a perua Ipanema teve as versões SL, SL/E, GL, GLS, Flair, Sol e Wave.

### Kadett SL/E
Compacto e ao mesmo tempo espaçoso, no ano de 1991 foi considerado o carro do ano pela Revista Quatro Rodas.
Seu estilo esportivo se une ao clássico, formando uma linha esportiva porém confortável, como os vidros elétricos, travas, retrovisores, desembaçador e ar condicionado de fábrica.
Seu motor 1.8 OHC, proporciona ótimo desempenho, podendo alcançar a velocidade máxima de 180 km/h reais (sendo 220 km/h no painel) nos modelos E.F.I., sua suspensão possibilita maior movimento na pista gerando confiança ao condutor, possibilitando ultrapassagens contínuas.
Sua performance é excelente, com uma carroceria que o mantem nivelado ao solo, dificultando assim o risco de capotagem e possibilitando maior aproveitamento por parte do condutor.
Há de se evidenciar que este modelo possuía, nos anos 1990, a opção de teto solar, coisa que até hoje é acessório de carro de luxo, além do câmbio automático de 3 velocidades.

### Kadett GS
O Kadett GS, fabricado entre 1989 e 1991, era a versão esportiva do modelo, equipado com motor 2.0 OHC, inicialmente disponível apenas a álcool. Vinha equipado com escapamento duplo, tomadas de ar no capô, computador de bordo, painel na cor laranja com econômetro (vacuômetro), volante escamoteável, suspensão traseira a ar, teto solar opcional e freio a disco nas quatro rodas, também opcional, bancos Recaro®, direção hidráulica, limpadores de pára-brisa aerodinâmicos, aerofólio exclusivo com limpador traseiro, entre outros itens de série. Possuía para-choques distintos na cor do veículo, com faróis de neblina dianteiros e luz de neblina traseira, além de lanternas traseiras frisadas, com uma faixa preta entre elas, o que tornava o carro extremamente atraente. As exclusivas rodas 14" de liga leve em formato de "catavento" estão até hoje dentre as mais bonitas fabricadas pela GM, muito procuradas para equiparem também outras versões e modelos. O maior problema desta versão era a relação de marchas exageradamente curta nos primeiros anos de fabricação, que tornavam o consumo e o ruído nas velocidades mais altas muito elevados. A versão a gasolina veio em seguida, sob demanda dos consumidores. Esta versão nunca existiu no exterior, sendo uma versão equipada com carburador da versão GSi alemã, que já possuía injeção eletrônica.

### Kadett Turim
A série especial Kadett Turim, lançado em 1990, comemorando a Copa da Itália, é uma versão que conta com alguns opcionais existentes no Kadett GS (fabricado entre 1989 e 1991) com o diferencial de ser um veículo de série limitada. Relativamente raro de ser encontrado pelas ruas, pode ser reconhecido por sua faixa cinza escuro na parte de baixo das portas e pára-lama traseiro, friso com as cores da Itália e a cor prata, única disponível. O Kadett Turim consistia em um SL/E com alguns itens do GS, foi um série exclusiva da GM para a Copa do Mundo de 1990, na Itália.

### Kadett GSi

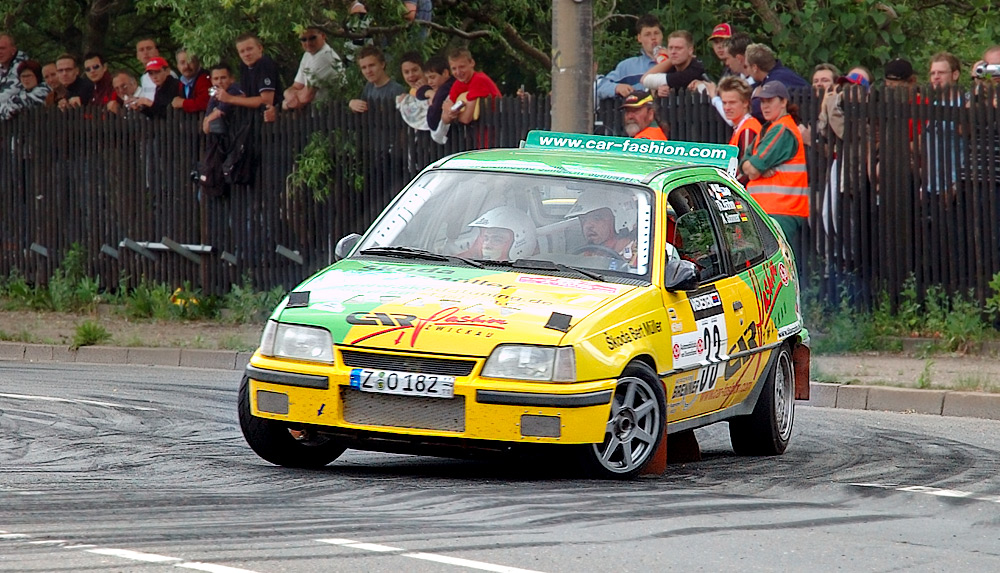
Opel Kadett GSi.

O Kadett GSi Europeu era equipado com motor 1.8 com 116 cv, sendo que em 1987, a Opel substituiu pelo motor 2.0L. Em 1988 foi lançado também em versão 16 válvulas. Chegou ao Brasil em novembro de 1991 como substituto  do GS, ou seja, um GS com injeção eletrônica multiponto, sendo que no Brasil não existiu a versão 16 válvulas.

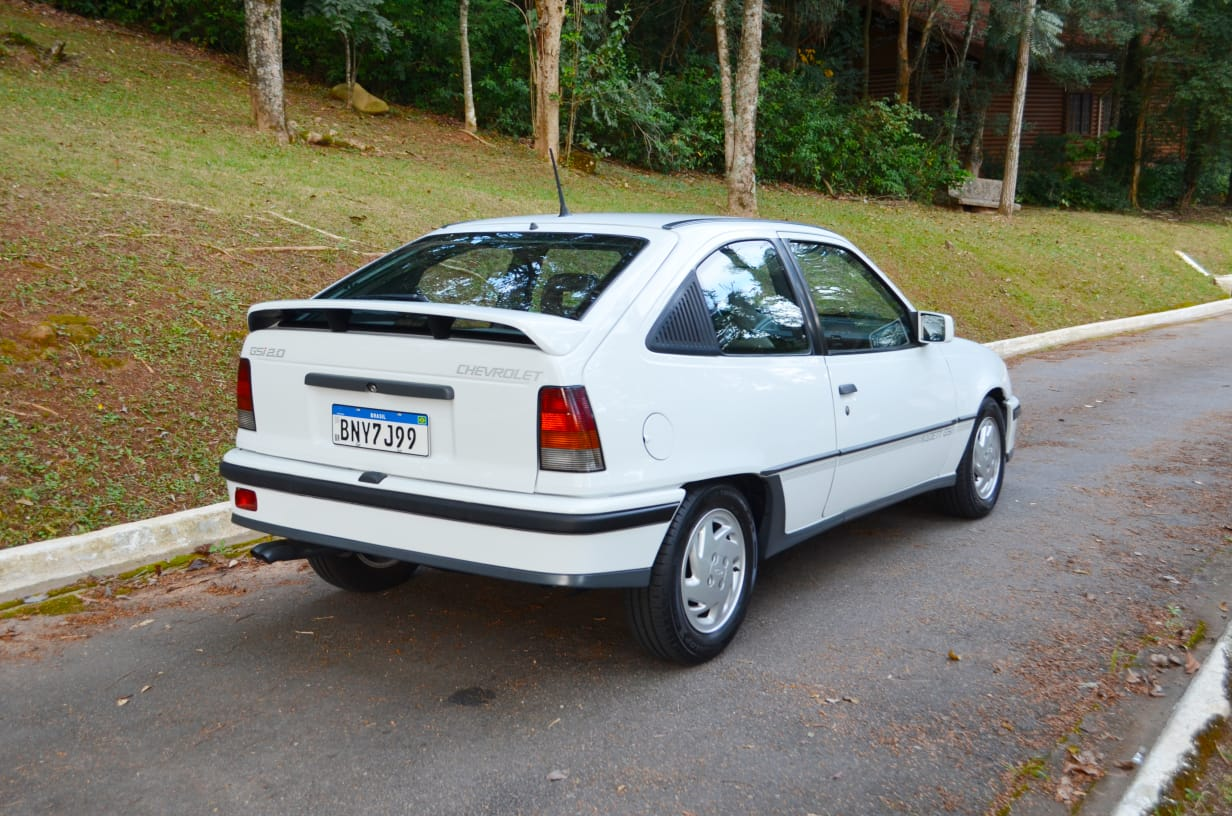
Chevrolet Kadett GSi 1993 (Brasil)

O Kadett GSi vinha equipado com todos os itens do Kadett GS, mas agora com injeção eletrônica e um belo painel digital, sendo muito bem aceito no mercado brasileiro pelo ar de novidade. O modelo era disponível também na versão conversível, cuja montagem era finalizada na Itália. A versão GSI abandonou a faixa preta entre as lanternas traseiras, mas manteve itens de série do GS, como os bancos Recaro® (no GSI de cor mais clara e agradável, com encostos de cabeça vazados), manteve as rodas parecidas com as do GS, porém mais arredondadas e modernas. Seu motor se destacava pelos 121 cv e sistema de Injeção Multipoint (Bosch Le-Jetronic) e sistema de ignição Bosch EZK. Seu último ano de fabricação foi 1994 como modelo 1995. Nesta versão o interior foi melhorado, com comandos dos vidros nas portas e porta-luvas mais funcional. Perdia os exclusivos bancos Recaro®. 1994 foi o seu último ano de produção, dando espaço ao Kadett Sport, supostamente seu substituto, porém nunca foi substituído à altura por conta de itens de série bastante inferiores e motor menos potente.
O GSi se aposentou sem nunca ter deixado um verdadeiro substituto, o que na verdade aconteceu com seus concorrentes diretos (VW Gol GTI e Ford Escort XR3).

### Kadett Sport
O Kadett Sport ficou pouco no mercado, apenas de 1995 a 1997, sendo criticado como o sucessor do GSi, pois houve um erro na estratégia de marketing, onde o Kadett Sport foi apontado como sucessor da versão GSi. As principais mudanças foram a potência e a tecnologia, de 121 cv e sistema de injeção multiponto, passou a 110/116 cv (gasolina / álcool) com injeção monoponto, a justificativa da GM do Brasil foi de redução do custo do carro, mas foi pouco vendido pois o preço continuava alto. Além das mudanças mecânicas, o modelo perdeu os pára-choques exclusivos do GSi, os bancos Recaro® e também não possuía opção de teto solar. Mas em 1997, como opcional, poderia ser equipado com o motor mpfi,, somente à gasolina, que lhe rendia os mesmos 110 cv dos GL e GLS.

### Ipanema
A Ipanema é a variação Station Wagon do Kadett, cmercializada no Brasil na década de 1990. Conta com motorização 1.8L e 2.0L. nas versões álcool ou gasolina. Foi produzida de 1990 a 1996, nas versões SL, SL/E, GL e GLS, nas motorizações 1.8 carburada (1990 e 1991), 1.8 EFI (a partir de 1992) e 2.0 EFI (a partir de 1993 para as versões SL/E e GLS). A partir de meados de 1993, somente nas versões 4 portas.
Em 1994 mudou a nomenclatura das versões SL e SL/E para GL e GLS, nas motorizações 1.8 EFI e 2.0 EFI. Também foram produzidas as séries especiais Wave (1992), Sol (1993) e Flair (1994), respectivamente em 1992, 1993 e 1994, sendo a versão Flair já na versão 4 portas com o propulsor 2.0 EFI. No ano de 1996 ficou apenas a versão GL 1.8, e em 1997 recebeu o motor 2.0 MPFI, e sua produção foi descontinuada em 1998, totalizando 65 mil unidades produzidas, foi substituída pela Corsa Wagon nas versões GL e GLS 1.6 MPFI.